# A lyga 2003
L'edizione 2003 della A lyga fu la quattordicesima del massimo campionato lituano dal ritorno all'indipendenza; vide la vittoria finale dell'FBK Kaunas, giunto al suo 5º titolo.
Capocannoniere del torneo fu Andrius Beniušis (Atlantas Klaipėda/FBK Kaunas), con 16 reti.

## Formula
La novità principale fu l'ulteriore riduzione del numero di squadre che passarono da 9 ad 8: le retrocesse Geležinis Vilkas Vilnius e Nevėžis e la ritirata Inkaras Kaunas furono infatti sostituiti da Šviesa Vilnius e Vėtra.
Come negli altri anni le squadre si affrontarono in un doppio turno di andata e ritorno, per un totale di 28 partite per squadra. Solo l'ultima retrocesse.

## Classifica finale
|                     | Pos. | Squadra          | Pt | G  | V  | N | P  | GF | GS | DR  |
| ------------------- | ---- | ---------------- | -- | -- | -- | - | -- | -- | -- | --- |
| Lituania (bandiera) | 1.   | FBK Kaunas       | 68 | 28 | 21 | 5 | 2  | 64 | 20 | +44 |
|                     | 2.   | Ekranas          | 62 | 28 | 18 | 8 | 2  | 50 | 19 | +31 |
|                     | 3.   | Vėtra            | 47 | 28 | 13 | 8 | 7  | 42 | 22 | +20 |
|                     | 4.   | Žalgiris         | 34 | 28 | 9  | 7 | 12 | 37 | 37 | +0  |
|                     | 5.   | Atlantas         | 33 | 28 | 9  | 6 | 13 | 27 | 30 | -3  |
|                     | 6.   | Sūduva           | 32 | 28 | 8  | 8 | 12 | 39 | 45 | -6  |
|                     | 7.   | Šviesa Vilnius   | 26 | 28 | 7  | 5 | 16 | 25 | 38 | -13 |
|                     | 8.   | Sakalas Šiauliai | 8  | 28 | 1  | 5 | 22 | 13 | 86 | -73 |

### Verdetti
- FBK Kaunas Campione di Lituania 2003.
- Sakalas Šiauliai retrocesso in I lyga.